# Les Sept Collines de Rome
Pour l’article homonyme, voir Sept collines de Rome.
Pour plus de détails, voir Fiche technique et Distribution.
Les Sept Collines de Rome (titre original : Arrivederci Roma) est une comédie musicale américano-italienne réalisée par Roy Rowland et Mario Russo et sortie en 1957.

## Synopsis
Le chanteur populaire américain Marc Revere voyage en Italie pour retrouver sa petite amie Carol Ralston, qui l'a quitté après une dispute. Après avoir perdu tout son argent au casino, il décide de se rendre à Rome, où vit son cousin Pepe Bonelli, musicien dans un théâtre de variétés. Dans le train, il rencontre la jeune Raffaella Marini, qui a l'intention de s'installer chez son oncle. À son arrivée, Raffaella apprend que son oncle a émigré en Amérique du Sud des années auparavant. Elle accepte donc l'invitation de Marc et Pepe à rester avec eux pendant quelques jours. Un sentiment d'attirance mutuelle naît entre Marc et Raffaella, mais au plus beau moment Carol réapparaît, et les choses se compliquent.

## Fiche technique
- Titre français : Les Sept Collines de Rome[1]
- Titre original italien : Arrivederci Roma[2]
- Titre américain : Seven Hills of Rome
- Réalisateur : Roy Rowland et Mario Russo
- Scénario : Giuseppe Amato, Art Cohn, Giorgio Prosperi
- Photographie : Tonino Delli Colli
- Montage : Gene Ruggiero
- Musique : Renato Rascel, George E. Stoll
- Décors : Piero Filippone
- Costumes : Maria Baronj
- Production : Goffredo Lombardo, Silvio Clementelli, Benny Thau, Joseph Vogel, Lester Welch, Roy Rowland
- Sociétés de production : Titanus (Rome), Metro-Goldwyn-Mayer (Los Angeles), Le Cloud Production (Los Angeles)
- Pays de production :  Italie -  États-Unis
- Langue originale : anglais
- Format : Couleur par Technicolor - 2,35:1 - Son stéréo 4-pistes - 35 mm
- Durée : 104 minutes
- Genre : Drame, romanceet film musical
- Dates de sortie :
  - Italie : 21 novembre 1957
  - États-Unis : 27 janvier 1958
  - France : 29 janvier 1959

## Distribution
- Mario Lanza : Marc Revere
- Marisa Allasio : Raffaella Marini
- Renato Rascel : Pepe Bonelli
- Peggie Castle : Carol Ralston
- Clelia Matania : Béatrice
- Carlo Rizzo : directeur du Club Ulpia
- Rossella Como : Anita
- Guido Celano : Luigi
- Carlo Giuffré : Franco Cellis
- Marco Tulli : Romoletto
- Patrick Crean : Monsieur Fante
- Amos Davoli : Carlo
- Luisa Di Meo : chanteuse de rue
- Giorgio Gandos : commissaire Rugarello
- Adriana Hart : logeuse
- Stuart Hart : Mr Miller
- April Hennessy : Mme Stone

## Accueil
Le film a été un succès commercial avec 5,1 millions d'entrées en Italie. Il se place à la 11e position du box-office Italie 1957-1958. Aux États-Unis et au Canada, le film aussi été rentable avec 680 000 dollars de recettes d'après les archives de Metro-Goldwyn-Mayer.